# Gamma3 Octantis
Título a ser usado para criar uma ligação interna é Gamma3 Octantis.
Gamma3 Octantis (1 Octantis) é uma estrela na direção da constelação de Octans. Possui uma ascensão reta de 00h 10m 02.27s e uma declinação de −82° 13′ 26.4″. Sua magnitude aparente é igual a 5.29. Considerando sua distância de 242 anos-luz em relação à Terra, sua magnitude absoluta é igual a 0.93. Pertence à classe espectral K1/K2III.